# Aristides de Sousa Mendes, O Cônsul de Bordéus
Aristides de Sousa Mendes, O Cônsul de Bordéus ist ein Spielfilm der portugiesischen Regisseure João Correa und Francisco Manso aus dem Jahr 2011. Er verfilmt das Leben des portugiesischen Diplomaten Aristides de Sousa Mendes. Der Film wurde am 12. September 2011 unter dem Titel O Cônsul de Bordéus als Eröffnungsfilm der VII. Woche des Portugiesischen Films in Israel in der Cinemateca von Tel Aviv uraufgeführt und kam am 8. November 2012 in Portugal in die Kinos.

## Handlung
Der Film erzählt die Lebensgeschichte des portugiesischen Diplomaten Aristides de Sousa Mendes, der als Generalkonsul in Bordeaux während des Zweiten Weltkriegs etwa 30.000 Menschen das Leben rettete. In die wahre Geschichte ist die fiktive Geschichte eines Flüchtlings eingewoben, der ein berühmter Dirigent wird.

## Hintergrund
Der Film wurde in Viana do Castelo und in Bordeaux gedreht. Die Produktionskosten lagen bei drei Millionen Euro.